# Petite Suite québécoise
La Petite Suite québécoise est une œuvre chorale présentant, sous forme de pot pourri, un éventail de chansons issues du folklore québécois, mais aussi de chansonniers québécois connus comme Gilles Vigneault, Félix Leclerc, Robert Charlebois, Jean-Pierre Ferland. L'arrangement de cette suite chorale fut faite par Marie Bernard en 1979 et est éditée à l'Alliance des chorales du Québec.

## Description
L’œuvre est présentée en six mouvements :
L'ouverture débute avec Les Gens de mon pays de Gilles Vigneault, suivi de Dans tous les cantons, J'ai tant dansé, Ah ! Si mon moine voulait danser, J'entends le moulin et se termine avec Tout l'monde est malheureux de Vigneault.
Le premier mouvement se compose de pièces populaires. On entend successivement Si on s'y mettait et Je reviens chez nous de Ferland, Pour un instant d'Harmonium et Je reviendrai à Montréal de Robert Charlebois ferme le mouvement.
Dans le deuxième mouvement, on retrouve successivement V'la l'bon vent, Envoyons de l'avant, Au chant de l'alouette et Ani couni.  Toutes ces pièces sont tirées du répertoire folklorique.
Le troisième mouvement débute avec C'est dans les chansons de Jean Lapointe, se poursuit avec Le petit roi de Ferland et Le rendez-vous de Claude Léveillée, pour se conclure avec La Complainte du phoque en Alaska de Beau Dommage.
Le quatrième mouvement regroupe les pièces suivantes : Boum badi boum, Ma mère m'envoie au marché, Ah! Qui marierons-nous?, La destinée la rose au bois, Tenaouiche tenaga ouich'ka et Marie Calumet.  Tous ces titres proviennent du répertoire folklorique.
Le dernier mouvement débute avec Francis et Tirelou de Félix Leclerc. Isabeau s'y promène (répertoire folklorique) et Ton nom de Claude Gauthier poursuivent. Deux chansons de Vigneault viennent clore le mouvement : La danse à St-Dilon et Tam ti delam.
La suite chorale est composée pour chœur SATB avec solistes.  Un accompagnement piano est disponible ainsi qu'une orchestration pour violons, altos, violoncelle, basse, hautbois, guitare, percussions et batterie. L’œuvre est éditée à l'Alliance des chorales du Québec.